# لكرازة (سيدي حمادي)
لكرازة هي إحدى مشيخات المملكة المغربية، تتبع جغرافيا لإقليم الفقيه بن صالح وإداريًا لسيدي حمادي. يقدر عدد سكانها بـ 8713 نسمة حسب الإحصاء الرسمي للسكان والسكنى لسنة 2004.